# Хайнц, Марек
Ма́рек Хайнц (чеш. Marek Heinz; род. 4 августа 1977[…], Оломоуц, Североморавский край) — чешский футболист, полузащитник.

## Клубная карьера
Воспитанник оломоуцкой школы футбола. Три года играл за родную «Сигму», пока в 2000 году его не купил «Гамбург». Там он проявил себя не очень успешно.
В 2004 году стал лучшим бомбардиром чемпионата Чехии в составе «Баника». После этого им заинтересовалась «Боруссия» из Мёнхенгладбаха. Там он забил лишь один гол. После этого карьера Хайнца пошла под откос, он стал часто менять клубы.
С 2014 года выступает за клуб низшего австрийского дивизиона «Мелк».
Игрок по манере — распасовщик. Хорошо выходит на замены, прекрасно исполняет штрафные (с одного из таких штрафных он забил гол на Евро-2004 Германии).

## Карьера в сборной
С 1997 по 2006 годы выступал за различные сборные страны. В 2000 году принял участие в двух матчах на Летних Олимпийских играх в Сиднее и забил один мяч.
С 2000 по 2006 годы выступал за главную сборную Чехии. За неё провёл 30 матчей и забил 5 мячей.

## Статистика выступлений за сборную
| Матчи Марека Хайнца за сборную Чехии | Матчи Марека Хайнца за сборную Чехии | Матчи Марека Хайнца за сборную Чехии | Матчи Марека Хайнца за сборную Чехии | Матчи Марека Хайнца за сборную Чехии | Матчи Марека Хайнца за сборную Чехии | Матчи Марека Хайнца за сборную Чехии |
| ------------------------------------ | ------------------------------------ | ------------------------------------ | ------------------------------------ | ------------------------------------ | ------------------------------------ | ------------------------------------ |
| №                                    | Дата                                 | Оппонент                             | Счёт                                 | Голы                                 | Соревнование                         |                                      |
| 1                                    | 16 августа 2000                      | Словения                             | 0 : 1                                | -                                    | Товарищеский матч                    |                                      |
| 2                                    | 28 Февраля 2001                      | Македония                            | 1 : 1                                | -                                    | Товарищеский матч                    |                                      |
| 3                                    | 11 октября 2003                      | Греция                               | 3 : 2                                | -                                    | Отборочный матч ЧЕ 2004              |                                      |
| 4                                    | 12 ноября 2003                       | Канада                               | 5 : 1                                | 1                                    | Товарищеский матч                    |                                      |
| 5                                    | 18 февраля 2004                      | Италия                               | 2 : 2                                | -                                    | Товарищеский матч                    |                                      |
| 6                                    | 31 марта 2004                        | Ирландия                             | 1 : 2                                | -                                    | Товарищеский матч                    |                                      |
| 7                                    | 28 апреля 2004                       | Япония                               | 0 : 1                                | -                                    | Товарищеский матч                    |                                      |
| 8                                    | 2 июня 2004                          | Болгария                             | 3 : 1                                | -                                    | Товарищеский матч                    |                                      |
| 9                                    | 6 июня 2004                          | Эстония                              | 2 : 0                                | -                                    | Товарищеский матч                    |                                      |
| 10                                   | 15 июня 2004                         | Латвия                               | 2 : 1                                | 1                                    | ЧЕ 2004. Групповая стадия            |                                      |
| 11                                   | 19 июня 2004                         | Нидерланды                           | 3 : 2                                | -                                    | ЧЕ 2004. Групповая стадия            |                                      |
| 12                                   | 23 июня 2004                         | Германия                             | 2 : 1                                | 1                                    | ЧЕ 2004. Групповая стадия            |                                      |
| 13                                   | 27 июня 2004                         | Дания                                | 3 : 0                                | -                                    | ЧЕ 2004. 1/4 финала                  |                                      |
| 14                                   | 18 августа 2004                      | Греция                               | 0 : 0                                | -                                    | Товарищеский матч                    |                                      |
| 15                                   | 8 сентября 2004                      | Нидерланды                           | 0 : 2                                | -                                    | Отборочный матч ЧМ 2006              |                                      |
| 16                                   | 9 октября 2004                       | Румыния                              | 1 : 0                                | -                                    | Отборочный матч ЧМ 2006              |                                      |
| 17                                   | 13 октября 2004                      | Армения                              | 3 : 0                                | -                                    | Отборочный матч ЧМ 2006              |                                      |
| 18                                   | 17 ноября 2004                       | Македония                            | 2 : 0                                | -                                    | Отборочный матч ЧМ 2006              |                                      |
| 19                                   | 9 февраля 2005                       | Словения                             | 3 : 0                                | -                                    | Товарищеский матч                    |                                      |
| 20                                   | 17 августа 2005                      | Швеция                               | 1 : 2                                | -                                    | Товарищеский матч                    |                                      |
| 21                                   | 3 сентября 2005                      | Румыния                              | 0 : 2                                | -                                    | Отборочный матч ЧМ 2006              |                                      |
| 22                                   | 7 сентября 2005                      | Армения                              | 4 : 1                                | 1                                    | Отборочный матч ЧМ 2006              |                                      |
| 23                                   | 8 октября 2005                       | Нидерланды                           | 0 : 2                                | -                                    | Отборочный матч ЧМ 2006              |                                      |
| 24                                   | 12 октября 2005                      | Финляндия                            | 3 : 0                                | 1                                    | Отборочный матч ЧМ 2006              |                                      |
| 25                                   | 12 ноября 2005                       | Норвегия                             | 1 : 0                                | -                                    | Отборочный матч ЧМ 2006              |                                      |
| 26                                   | 1 марта 2006                         | Турция                               | 2 : 2                                | -                                    | Товарищеский матч                    |                                      |
| 27                                   | 30 мая 2006                          | Коста-Рика                           | 1 : 0                                | -                                    | Товарищеский матч                    |                                      |
| 28                                   | 3 июня 2006                          | Тринидад и Тобаго                    | 3 : 0                                | -                                    | Товарищеский матч                    |                                      |
| 29                                   | 22 июня 2006                         | Италия                               | 0 : 2                                | -                                    | ЧМ 2006. Групповая стадия            |                                      |
| 30                                   | 15 ноября 2006                       | Дания                                | 1 : 1                                | -                                    | Товарищеский матч                    |                                      |

## Достижения
«Баник» Острава
- Чемпион Чехии : 2003/04

«Галатасарай»
- Чемпион Турции : 2005/06